# Liga de Campeones de la CAF 2017
La Liga de Campeones de la CAF del 2017 (oficialmente Total Liga de Campeones de la CAF por razones de patrocinio) fue la 53.ª edición del torneo de fútbol de club más importante de África, organizada por la Confederación Africana de Fútbol (CAF) y la 21.ª edición bajo el actual formato de Liga de Campeones de la CAF.
A partir de esta temporada, la fase de grupos se amplió de 8 a 16 equipos, divididos en cuatro grupos de cuatro.
El ganador de la Liga de Campeones de la CAF 2017 se calificó como el representante de CAF al Copa Mundial de Clubes de la FIFA 2017 en los Emiratos Árabes Unidos y también se ganó el derecho a jugar contra el ganador de la Copa Confederación de la CAF 2017 en la Supercopa de la CAF de 2018.

## Ubicación de los equipos de las asociaciones
Las 56 asociaciones miembro de la CAF pueden participar en la CAF Champions League. Las 12 primeras asociaciones clasificadas según el Ranking CAF de 5 años podrán participar dos equipos en la competición. El titular también podrá participar, en caso de no haber obtenido el cupo en su respectiva liga. Así, en teoría, un máximo de 69 equipos podría entrar en el torneo, aunque nunca se ha alcanzado este nivel.
Para la Liga de Campeones de la CAF 2017, la CAF utiliza el Ranking 5 años CAF, en el período 2011-2015, que calcula puntos para cada asociación participante basado en el rendimiento de sus clubes durante esos 5 años en la Liga de campeones de la CAF y la Copa Confederación de la CAF. Los criterios de puntos son los siguientes:
|                          | Liga de Campeones de la CAF | Copa Confederación de la CAF |
| ------------------------ | --------------------------- | ---------------------------- |
| Ganador                  | 5 puntos                    | 4 puntos                     |
| Subcampeón               | 4 puntos                    | 3 puntos                     |
| Semifinalistas           | 3 puntos                    | 2 puntos                     |
| 3.er lugar en los grupos | 2 puntos                    | 1 puntos                     |
| 4.º lugar en los grupos  | 1 punto                     | 1 punto                      |

Los puntos son multiplicados por un coeficiente acorde al año:
- 2015: 5
- 2014: 4
- 2013: 3
- 2012: 2
- 2011: 1

## Equipos
Las asociaciones son mostradas de acuerdo a su posición en el ranking 5-años de la CAF – aquellos con un puntaje de ranking tienen su rango y puntuación indicadas.
| Asociación                                  | Equipos                               | Método de calificación                                            |
| ------------------------------------------- | ------------------------------------- | ----------------------------------------------------------------- |
| Sudáfrica                                   | Mamelodi Sundowns                     | Campeón defensor (Ganador de la Liga de Campeones de la CAF 2016) |
| Asociaciones con dos equipos (ranking 1–12) |                                       |                                                                   |
| Túnez (1st – 100 pts)                       | Étoile du Sahel                       | Campeón Championnat de Ligue Profesionelle 1 2015-16              |
| Túnez (1st – 100 pts)                       | Espérance de Tunis                    | Subcampeón Championnat de Ligue Profesionelle 1 2015-16           |
| Egipto (2nd – 80 pts)                       | Al Ahly                               | Campeón Liga Premier de Egipto 2015-16                            |
| Egipto (2nd – 80 pts)                       | Zamalek                               | Subcampeón Liga Premier de Egipto 2015-16                         |
| RD del Congo (3rd – 69 pts)                 | TP Mazembe                            | Campeón de la Linafoot 2015-16                                    |
| RD del Congo (3rd – 69 pts)                 | AS Vita Club                          | Subcampeón de la Linafoot 2015-16                                 |
| Argelia (4th – 64 pts)                      | USM Alger                             | Campeón del Championnat National de Première Division 2015-16     |
| Argelia (4th – 64 pts)                      | JS Saoura                             | Subcampeón del Championnat National de Première Division 2015-16  |
| Sudán (5th – 51 pts)                        | Al Hilal Omdurman                     | Campeón de la Primera División de Sudán 2016                      |
| Sudán (5th – 51 pts)                        | Al-Merreikh                           | Subcampeón de la Primera División de Sudán 2016                   |
| Sudáfrica (6th – 27 pts)                    | Mamelodi Sundowns                     | Campeón de la Premier Soccer League 2015-16                       |
| Sudáfrica (6th – 27 pts)                    | Bidvest Wits                          | Subcampeón de la Premier Soccer League 2015-16                    |
| Congo (T-7th – 24 pts)                      | AC Léopard de Dolisie                 | Campeón de la Primera División del Congo 2016                     |
| Congo (T-7th – 24 pts)                      | Diables Noirs                         | Subampeón de la Primera División del Congo 2016                   |
| Marruecos (T-7th – 24 pts)                  | FUS Rabat                             | Campeón de la Botola 2015-16                                      |
| Marruecos (T-7th – 24 pts)                  | Wydad Casablanca                      | Subcampeón de la Botola 2015-16                                   |
| Costa de Marfil (T-9th – 23 pts)            | AS Tanda                              | Campeón de la Ligue 1 de Côte d'Ivoire 2015-16                    |
| Costa de Marfil (T-9th – 23 pts)            | Séwé Sport                            | Subcampeón de la Ligue 1 de Côte d'Ivoire 2015-16                 |
| Mali (T-9th – 23 pts)                       | Stade Malien                          | Campeón Primera División de Malí 2016                             |
| Mali (T-9th – 23 pts)                       | AS Réal                               | Subcampeón Primera División de Malí 2016                          |
| Camerún (11th – 19 pts)                     | Union de Loum                         | Campeón de la Primera División de Camerún 2016                    |
| Camerún (11th – 19 pts)                     | Cotonsport                            | Subcampeón de la Primera División de Camerún 2016                 |
| Nigeria (12th – 12 pts)                     | Enugu                                 | Campeón de la Liga Premier de Nigeria 2016                        |
| Nigeria (12th – 12 pts)                     | Rivers United FC                      | Subcampeón de la Liga Premier de Nigeria 2016                     |
| Asociaciones con un equipo (ranking 13–56)  |                                       |                                                                   |
| Angola (13th – 7 pts)                       | Primeiro de Agosto                    | Campeón Girabola 2016                                             |
| Ghana (T-14th – 4 pts)                      | All Stars FC                          | Campeón Liga Premier de Ghana 2016                                |
| Libia (T-14th – 4 pts)                      | Al-Ahly Trípoli                       | Campeón Liga Premier de Libia 2016                                |
| Zambia (T-14th – 4 pts)                     | Zesco United                          | Campeón Primera División de Zambia 2016                           |
| Etiopía (17th – 3 pts)                      | Saint-George                          | Campeón Liga etíope de fútbol 2016                                |
| Botsuana                                    | Mochudi Centre Chiefs                 | Campeón Liga Premier de Botsuana 2015-16                          |
| Burkina Faso                                | Rail Club du Kadiogo                  | Campeón Primera División de Burkina Faso 2015-16                  |
| Burundi                                     | Vital'O FC                            | Campeón Primera División de Burundi 2015-16                       |
| Comoras                                     | Ngaya Club de Mdé                     | Campeón Primera División de las Comoras 2016                      |
| Guinea Ecuatorial                           | Sony Elá Nguema                       | Campeón Primera División de Guinea Ecuatorial 2015-16             |
| Gabón                                       | CF Mounana                            | Campeón Primera División de Gabón 2015-16                         |
| Gambia                                      | Gambia Ports Authority                | Campeón Liga de fútbol de Gambia 2015-16                          |
| Guinea                                      | Horoya Conakry                        | Campeón Campeonato Nacional de Guinea 2015-16                     |
| Kenia                                       | Tusker                                | Campeón Liga Keniana de Fútbol 2016                               |
| Lesoto                                      | Lioli                                 | Campeón Primera División de Lesoto 2015-16                        |
| Liberia                                     | Barrack Young Controllers             | Campeón Premier League de Liberia 2016                            |
| Madagascar                                  | CNaPS Sport                           | Campeón Campeonato malgache de fútbol 2016                        |
| Mauricio                                    | AS Port-Louis 2000                    | Campeón Liga Premier de las islas Mauricio 2015-16                |
| Mozambique                                  | Ferroviario Beira                     | Campeón Campeonato mozambiqueño de fútbol 2016                    |
| Níger                                       | ASFAN                                 | Campeón Primera División de Níger 2015-16                         |
| Reunión                                     | SS Saint-Louisienne                   | Campeón Primera División de las Islas Reunión 2016                |
| Ruanda                                      | Armée Patriotique Rwandaise (APR)     | Campeón Primera División de Ruanda 2015-16                        |
| Senegal                                     | US Gorée                              | Campeón Liga senegalesa de fútbol 2015-16                         |
| Seychelles                                  | Cote d'Or                             | Campeón Campeonato seychelense de fútbol 2016                     |
| Sierra Leona                                | FC Johansen                           | Campeón Liga Premier de Sierra Leona 2016                         |
| Sudán del Sur                               | Atlabara                              | Campeón Liga Premier de Sudán del Sur 2015-16                     |
| Suazilandia                                 | Royal Leopards                        | Campeón Premier League de Suazilandia 2015-16                     |
| Tanzania                                    | Young Africans                        | Campeón Liga tanzana de fútbol 2015-16                            |
| Uganda                                      | Kampala Capital City Authority (KCCA) | Campeón Liga Premier de Uganda 2015-16                            |
| Zanzíbar                                    | Zimamoto                              | Campeón Primera División de Zanzíbar 2016                         |
| Zimbabue                                    | CAPS United                           | Campeón Liga Premier de Zimbabue 2016                             |

| Asociaciones que no inscribieron equipo esta temporada |
| --- |
| - Benín - Cabo Verde - República Centroafricana - Chad - Yibuti - Eritrea - Guinea Bissau - Malaui - Mauritania - Namibia - Santo Tomé y Príncipe - Somalia - Togo |

## Cronograma
El cronograma de la competición será la siguiente:
| Fase           | Ronda            | Partido de ida                        | Partido de vuelta              |
| -------------- | ---------------- | ------------------------------------- | ------------------------------ |
| Clasificación  | Ronda preliminar | 10-12 de febrero de 2017              | 17-19 de febrero de 2017       |
| Clasificación  | Primera ronda    | 10-12 de marzo de 2017                | 17-19 de marzo de 2017         |
| Fase de grupos | Partido 1        | 12-14 de mayo de 2017                 | 12-14 de mayo de 2017          |
| Fase de grupos | Partido 2        | 23-24 de mayo de 2017                 | 23-24 de mayo de 2017          |
| Fase de grupos | Partido 3        | 2-4 de junio de 2017                  | 2-4 de junio de 2017           |
| Fase de grupos | Partido 4        | 20-21 de junio de 2017                | 20-21 de junio de 2017         |
| Fase de grupos | Partido 5        | 30 de junio-2 de julio de 2017        | 30 de junio-2 de julio de 2017 |
| Fase de grupos | Partido 6        | 7-9 de julio de 2017                  | 7-9 de julio de 2017           |
| Fase final     | Cuartos de final | 8-10 de septiembre de 2017            | 15-17 de septiembre de 2017    |
| Fase final     | Semifinales      | 29 de septiembre-1 de octubre de 2017 | 13-15 de octubre de 2017       |
| Fase final     | Final            | 27-29 de octubre de 2017              | 3-5 de noviembre de 2017       |

## Rondas de calificación
En las rondas de clasificación, los emparejamientos se juegan a ida y vuelta. Si la puntuación total es igual después del segundo partido, se aplica la regla del gol de visitante, y si aún se mantiene la igualdad, se van directo a los penales, utilizándose para determinar el ganador. No hay tiempo extra.

### Ronda preliminar
| Equipo 1               | Agr.         | Equipo 2           | Ida | Vuelta |
| ---------------------- | ------------ | ------------------ | --- | ------ |
| Rail Club du Kadiogo   | 3-1          | Diables Noirs      | 3-0 | 0-1    |
| Sony Elá Nguema        | 1-5          | Al-Merrikh         | 0-1 | 1-4    |
| AS Real Bamako         | 0-4          | Rivers United      | 0-0 | 0-4    |
| AS Tanda               | 4-3          | ASFAN              | 3-0 | 1-3    |
| US Gorée               | 1-2          | Horoya Conakry     | 0-0 | 1-2    |
| Johansen               | 1-4          | FUS Rabat          | 1-1 | 0-3    |
| Wa All Stars           | 1-5          | Al-Ahly Trípoli    | 1-3 | 0-2    |
| KCCA                   | 2-2 (v.)     | 1 de agosto        | 1-0 | 1-2    |
| CF Mounana             | 3-0          | Vital'O            | 2-0 | 1-0    |
| Zanaco                 | 1-0          | APR                | 0-0 | 1-0    |
| Ngaya Club de Mdé      | 2-6          | Young Africans     | 1-5 | 1-1    |
| BYC                    | 1-1 (7-6 p.) | Stade Malien       | 1-0 | 0-1    |
| Zimamoto               | 3-4          | Ferroviário Beira  | 2-1 | 1-3    |
| JS Saoura              | 1-1 (v.)     | Enugu Rangers      | 1-1 | 0-0    |
| Royal Leopards         | 1-4          | Vita Club          | 0-1 | 1-3    |
| Gambia Ports Authority | 1-0          | Séwé Sport         | 1-0 | 0-0    |
| CNaPS Sport            | 4-4 (v.)     | Township Rollers   | 2-1 | 2-3    |
| Coton Sport            | 7-2          | Atlabara           | 2-0 | 5-2    |
| Saint-Louisienne       | 3-4          | Bidvest Wits       | 2-1 | 1-3    |
| Lioli                  | 1-2          | CAPS United        | 0-0 | 1-2    |
| Côte d'Or              | 0-5          | Saint George       | 0-2 | 0-3    |
| AC Léopards            | 2-2 (v.)     | UMS de Loum        | 1-0 | 1-2    |
| Tusker                 | 2-3          | AS Port-Louis 2000 | 1-1 | 1-2    |

### Primera ronda
La primera ronda incluye 32 equipos: los 23 ganadores de la ronda preliminar, y los 9 equipos que ingresan directamente a esta ronda.
| Equipo 1               | Agr.         | Equipo 2             | Ida | Vuelta |
| ---------------------- | ------------ | -------------------- | --- | ------ |
| USM Alger              | 2-1          | Rail Club du Kadiogo | 2-0 | 0-1    |
| Rivers United          | 3-4          | Al-Merreikh Omdurmán | 3-0 | 0-4    |
| Étoile du Sahel        | 5-2          | AS Tanda             | 3-1 | 2-1    |
| Espérance de Tunis     | 4-3          | Horoya Conakry       | 3-1 | 1-2    |
| Al-Ahly Trípoli        | (v.) 3-3     | FUS Rabat            | 2-0 | 1-3    |
| Mamelodi Sundowns      | 3-2          | KCCA                 | 2-1 | 1-1    |
| Wydad Casablanca       | 1-1 (5-4 p.) | CF Mounana           | 1-0 | 0-1    |
| Young Africans         | 1-1 (v.)     | Zanaco               | 1-1 | 0-0    |
| Ferroviário da Beira   | 2-2 (4-1 p.) | BYC                  | 2-0 | 0-2    |
| Zamalek                | 5-3          | Enugu Rangers        | 4-1 | 1-2    |
| Gambia Ports Authority | 1-3          | Vita Club            | 1-1 | 0-2    |
| Coton Sport            | 2-1          | CNaPS Sport          | 1-0 | 1-1    |
| Al-Ahly                | 1-0          | Bidvest Wits         | 1-0 | 0-0    |
| Mazembe                | 1-1 (v.)     | CAPS United          | 1-1 | 0-0    |
| AC Léopards            | 0-3          | Saint George         | 0-1 | 0-2    |
| Al-Hilal Omdurmán      | 5-2          | AS Port-Louis 2000   | 3-0 | 2-2    |

## Fase de grupos
En la fase de grupos, los 16 equipos son sorteados en 4 grupos de 4 integrantes. En cada grupo se juega un liguilla. El ganador y segundo ubicado de cada grupo, avanza a la Fase Final.
| - Al-Merreikh Omdurmán - Al-Hilal Omdurmán - Al-Ahly - Zamalek - Étoile du Sahel - Espérance de Tunis - Coton Sport - Mamelodi Sundowns | - Zanaco - Wydad Casablanca - USM Alger - Al-Ahly Trípoli - CAPS United - Saint George - Vita Club - Ferroviário da Beira |

| Criterio de desempate |
| --- |
| Los equipos son ubicados acorde al sistema de puntos (3 puntos para una victoria, 1 punto para un empate, 0 puntos para una derrota). Si están empatados en puntos, los criterios de desempate son aplicados en el orden siguiente: 1. Número de puntos obtenidos en los juegos entre los equipos involucrados; 2. Diferencia de goles en los juegos entre los equipos involucrados; 3. Goles marcados en los juegos entre los equipos involucrados; 4. Gol visitante marcados los juegos entre los equipos involucrados; 5. Si después de aplicar los criterios 1 a 4 a varios equipos, dos equipos continúan igualados, entonces los criterios 1 a 4 se vuelve a aplicar exclusivamente a los partidos entre los dos equipos en cuestión para determinar su clasificación final. Si este procedimiento no conduce a una decisión, aplicarán criterios 6 a 9; 6. Gol diferencia en todos los juegos; 7. Goles marcados en todos los juegos; 8. Goles de visita marcados en todos los juegos; 9. Sorteo. |

### Grupo A
| Pos. | Equipo            | Pts. | PJ | G | E | P | GF | GC | Dif. | Clasificación    |
| ---- | ----------------- | ---- | -- | - | - | - | -- | -- | ---- | ---------------- |
| 1    | Étoile du Sahel   | 12   | 6  | 3 | 3 | 0 | 13 | 4  | +9   | Cuartos de final |
| 2    | Ferroviário Beira | 8    | 6  | 2 | 2 | 2 | 6  | 8  | −2   | Cuartos de final |
| 3    | Al-Merrikh (E)    | 7    | 6  | 2 | 1 | 3 | 6  | 9  | −3   |                  |
| 4    | Al-Hilal (E)      | 4    | 6  | 0 | 4 | 2 | 4  | 8  | −4   |                  |

 Fuente: CAF
Criterios de clasificación: 
| 12 de mayo de 2017 | Étoile du Sahel                                                | 5:0 (2:0) | Ferroviário Beira | Stade Olympique de Sousse, Sousse, Túnez |                              |
|                    | Diogo Acosta 14' 69' · Bangoura 37' · Lahmar 57' · Bouazza 60' | Reporte   |                   | Árbitro(s): Juste Ephrem Zio             | Árbitro(s): Juste Ephrem Zio |

| 12 de mayo de 2017 | Al-Hilal      | 1:1 (1:0) | Al-Merrikh    | Al-Hilal Stadium, Omdurman, Sudán |                            |
|                    | Shobowale 31' | Reporte   | Saadeldin 61' | Árbitro(s): Daniel Bennett        | Árbitro(s): Daniel Bennett |

| 23 de mayo de 2017 | Ferroviário Beira | 0:0     | Al-Hilal | Estádio do Zimpeto, Maputo, Mozambique |                          |
|                    |                   | Reporte |          | Árbitro(s): Wisdom Chewe               | Árbitro(s): Wisdom Chewe |

| 23 de mayo de 2017 | Al-Merrikh    | 1:2 (0:1) | Étoile du Sahel                | Al-Merrikh Stadium, Omdurman, Sudán |                            |
|                    | Al-Madina 52' | Reporte   | Diogo Acosta 33' · Bouazza 90' | Árbitro(s): Rédouane Jiyed          | Árbitro(s): Rédouane Jiyed |

| 3 de junio de 2017 | Ferroviário Beira | 1:0 (0:0) | Al-Merrikh | Estádio do Ferroviário, Beira, Mozambique |                                        |
|                    | Dayo 66'          | Reporte   |            | Árbitro(s): Hélder Martins de Carvalho    | Árbitro(s): Hélder Martins de Carvalho |

| 3 de junio de 2017 | Étoile du Sahel | 1:1 (0:0) | Al-Hilal  | Stade Olympique de Sousse, Sousse, Túnez |                            |
|                    | Boughattas 57'  | Reporte   | Idris 80' | Árbitro(s): Mohamed Marouf               | Árbitro(s): Mohamed Marouf |

| 20 de junio de 2017 | Al-Merrikh                  | 2:1 (1:1) | Ferroviário Beira | Al-Merrikh Stadium, Omdurman, Sudán |                                   |
|                     | Saadeldin 30' · Abdalla 59' | Reporte   | Maninho 16'       | Árbitro(s): Bamlak Tessema Weyesa   | Árbitro(s): Bamlak Tessema Weyesa |

| 21 de junio de 2017 | Al-Hilal   | 1:1 (0:0) | Étoile du Sahel | Al-Hilal Stadium, Omdurman, Sudán |                                 |
|                     | Bashir 90' | Reporte   | Bedoui 85'      | Árbitro(s): Hamada Nampiandraza   | Árbitro(s): Hamada Nampiandraza |

| 30 de junio de 2017 | Al-Merrikh    | 2:1 (1:0) | Al-Hilal  | Al-Merrikh Stadium, Omdurman, Sudán |                         |
|                     | Rahman 9' 48' | Reporte   | Idris 65' | Árbitro(s): Sidi Alioum             | Árbitro(s): Sidi Alioum |

| 1 de julio de 2017 | Ferroviário Beira | 1:1 (0:0) | Étoile du Sahel  | Estádio do Zimpeto, Maputo, Mozambique |                             |
|                    | Chelito 71'       | Reporte   | Ben Belgacem 83' | Árbitro(s): Mahamadou Keita            | Árbitro(s): Mahamadou Keita |

| 7 de julio de 2017 | Étoile du Sahel | 3:0 Acreditado | Al-Merrikh | Stade Olympique de Sousse, Sousse, Túnez |                           |
|                    |                 | Reporte        |            | Árbitro(s): Janny Sikazwe                | Árbitro(s): Janny Sikazwe |

| 7 de julio de 2017 | Al-Hilal | 0:3 Acreditado | Ferroviário Beira | Al-Hilal Stadium, Omdurman, Sudán |                           |
|                    |          | Reporte        |                   | Árbitro(s): Denis Dembélé         | Árbitro(s): Denis Dembélé |

### Grupo B
| Pos. | Equipo          | Pts. | PJ | G | E | P | GF | GC | Dif. | Clasificación    |
| ---- | --------------- | ---- | -- | - | - | - | -- | -- | ---- | ---------------- |
| 1    | USM Alger       | 11   | 6  | 3 | 2 | 1 | 12 | 5  | +7   | Cuartos de final |
| 2    | Al-Ahli Tripoli | 9    | 6  | 2 | 3 | 1 | 11 | 10 | +1   | Cuartos de final |
| 3    | Zamalek (E)     | 6    | 6  | 1 | 3 | 2 | 6  | 8  | −2   |                  |
| 4    | CAPS United (E) | 6    | 6  | 2 | 0 | 4 | 10 | 16 | −6   |                  |

 Fuente: CAF
Criterios de clasificación: 
Notas:
1. 1 2  Enfrentamiento Directo: Zamalek 2–0 CAPS United, CAPS United 3–1 Zamalek (Zamalek gana por los goles de visitante).

| 12 de mayo de 2017 | USM Alger                               | 3:0 (2:0) | Al-Ahli Tripoli | Stade du 5 Juillet, Algiers, Argelia |                              |
|                    | Chafaï 31' · Carolus 45' · Darfalou 83' | Reporte   |                 | Árbitro(s): Youssef Essrayri         | Árbitro(s): Youssef Essrayri |

| 12 de mayo de 2017 | Zamalek                  | 2:0 (0:0) | CAPS United | Borg El Arab Stadium, Alejandría, Egipto |                           |
|                    | Morsy 56' · Ohawuchi 84' | Reporte   |             | Árbitro(s): Denis Dembélé                | Árbitro(s): Denis Dembélé |

| 23 de mayo de 2017 | Al-Ahli Tripoli | 0:0     | Zamalek | Stade Taïeb Mhiri, Sfax, Túnez    |                                   |
|                    |                 | Reporte |         | Árbitro(s): Noureddine El Jaafari | Árbitro(s): Noureddine El Jaafari |

| 24 de mayo de 2017 | CAPS United     | 2:1 (1:0) | USM Alger      | National Sports Stadium, Harare, Zimbabue |                                |
|                    | Chitiyo 15' 80' | Reporte   | Abdellaoui 66' | Árbitro(s): Thierry Nkurunziza            | Árbitro(s): Thierry Nkurunziza |

| 2 de junio de 2017 | CAPS United                   | 2:4 (0:3) | Al-Ahli Tripoli                         | National Sports Stadium, Harare, Zimbabue |                           |
|                    | Pfumbidzai 86' · Zvirekwi 89' | Reporte   | Derbali 17' 80' · Ablo 19' · Ellafi 25' | Árbitro(s): Davies Omweno                 | Árbitro(s): Davies Omweno |

| 2 de junio de 2017 | Zamalek      | 1:1 (0:1) | USM Alger  | Borg El Arab Stadium, Alejandría, Egipto |                            |
|                    | Mayuka 90+3' | Reporte   | Chafaï 30' | Árbitro(s): Ali Lemghaifry               | Árbitro(s): Ali Lemghaifry |

| 21 de junio de 2017 | Al-Ahli Tripoli                             | 4:2 (1:2) | CAPS United                  | Stade Taïeb Mhiri, Sfax, Túnez |                          |
|                     | Taher 15' 46' · Al Ghanodi 55' · Ellafi 63' | Reporte   | Pfumbidzai 19' · Chitiyo 42' | Árbitro(s): Joshua Bondo       | Árbitro(s): Joshua Bondo |

| 21 de junio de 2017 | USM Alger                    | 2:0 (1:0) | Zamalek | Stade du 5 Juillet, Algiers, Argelia |                          |
|                     | Bellahcene 44' · Meziane 87' | Reporte   |         | Árbitro(s): Victor Gomes             | Árbitro(s): Victor Gomes |

| 30 de junio de 2017 | Al-Ahli Tripoli | 1:1 (1:1) | USM Alger  | Stade Taïeb Mhiri, Sfax, Túnez    |                                   |
|                     | Saltou 37'      | Reporte   | Chafaï 16' | Árbitro(s): Bamlak Tessema Weyesa | Árbitro(s): Bamlak Tessema Weyesa |

| 2 de julio de 2017 | CAPS United                    | 3:1 (1:1) | Zamalek      | National Sports Stadium, Harare, Zimbabue |                                        |
|                    | Pfumbidzai 30' · Amidu 75' 90' | Reporte   | Ohawuchi 43' | Árbitro(s): Hélder Martins de Carvalho    | Árbitro(s): Hélder Martins de Carvalho |

| 9 de julio de 2017 | Zamalek                 | 2:2 (1:1) | Al-Ahli Tripoli               | Borg El Arab Stadium, Alejandría, Egipto                        |                                                                 |
|                    | Morsy 14' · Youssef 75' | Reporte   | Al Ghanodi 45+1' · Mabidé 69' | Asistencia: 30 000 espectadores Árbitro(s): Hamada Nampiandraza | Asistencia: 30 000 espectadores Árbitro(s): Hamada Nampiandraza |

| 9 de julio de 2017 | USM Alger                                    | 4:1 (2:0) | CAPS United | Stade du 5 Juillet, Algiers, Argelia                        |                                                             |
|                    | Hammar 36' · Hamzaoui 42' · Darfalou 79' 88' | Reporte   | Amidu 81'   | Asistencia: 52 000 espectadores Árbitro(s): Malang Diedhiou | Asistencia: 52 000 espectadores Árbitro(s): Malang Diedhiou |

### Grupo C
| Pos. | Equipo             | Pts. | PJ | G | E | P | GF | GC | Dif. | Clasificación    |
| ---- | ------------------ | ---- | -- | - | - | - | -- | -- | ---- | ---------------- |
| 1    | Espérance de Tunis | 12   | 6  | 3 | 3 | 0 | 11 | 4  | +7   | Cuartos de final |
| 2    | Mamelodi Sundowns  | 9    | 6  | 2 | 3 | 1 | 6  | 4  | +2   | Cuartos de final |
| 3    | Saint George (E)   | 5    | 6  | 1 | 2 | 3 | 2  | 7  | −5   |                  |
| 4    | AS Vita Club (E)   | 5    | 6  | 1 | 2 | 3 | 7  | 11 | −4   |                  |

 Fuente: CAF
Criterios de clasificación: 
Notas:
1. 1 2  Enfrentamiento Directo: Saint George 1–0 AS Vita Club, AS Vita Club 2–1 Saint George (Saint George gana por los goles de visitante).

| 12 de mayo de 2017 | Espérance de Tunis                       | 3:1 (2:1) | Vita Club | Stade Olympique de Radès, Radès, Túnez |                            |
|                    | Coulibaly 19' · Khenissi 26' · Badri 86' | Reporte   | Atouba 9' | Árbitro(s): Ali Lemghaifry             | Árbitro(s): Ali Lemghaifry |

| 13 de mayo de 2017 | Mamelodi Sundowns | 0:0     | Saint George | Lucas Masterpieces Moripe Stadium, Pretoria, Sudáfrica |                               |
|                    |                   | Reporte |              | Árbitro(s): Mohamed El Hanafy                          | Árbitro(s): Mohamed El Hanafy |

| 23 de mayo de 2017 | Saint George | 0:0     | Espérance de Tunis | Addis Ababa Stadium, Addis Ababa, Etiopía |                          |
|                    |              | Reporte |                    | Árbitro(s): Joshua Bondo                  | Árbitro(s): Joshua Bondo |

| 24 de mayo de 2017 | Vita Club  | 1:3 (1:1) | Mamelodi Sundowns                     | Stade des Martyrs, Kinshasa, RD Congo |                            |
|                    | Sidibé 31' | Reporte   | Laffor 24' · Zakri 57' · Vilakazi 78' | Árbitro(s): Bakary Gassama            | Árbitro(s): Bakary Gassama |

| 2 de junio de 2017 | Mamelodi Sundowns | 1:2 (1:1) | Espérance de Tunis | Lucas Masterpieces Moripe Stadium, Pretoria, Sudáfrica |                              |
|                    | Vilakazi 21'      | Reporte   | Khenissi 6' 89'    | Árbitro(s): Maguette N'Diaye                           | Árbitro(s): Maguette N'Diaye |

| 4 de junio de 2017 | Saint George | 1:0 (0:0) | Vita Club | Addis Ababa Stadium, Addis Ababa, Etiopía |                              |
|                    | Saladin 59'  | Reporte   |           | Árbitro(s): Louis Hakizimana              | Árbitro(s): Louis Hakizimana |

| 20 de junio de 2017 | Vita Club       | 2:1 (2:0) | Saint George | Stade des Martyrs, Kinshasa, RD Congo |                           |
|                     | Etekiama 7' 27' | Reporte   | Saladin 64'  | Árbitro(s): Janny Sikazwe             | Árbitro(s): Janny Sikazwe |

| 21 de junio de 2017 | Espérance de Tunis | 0:0     | Mamelodi Sundowns | Stade Olympique de Radès, Radès, Túnez |                                |
|                     |                    | Reporte |                   | Árbitro(s): Thierry Nkurunziza         | Árbitro(s): Thierry Nkurunziza |

| 1 de julio de 2017 | Saint George | 0:1 (0:0) | Mamelodi Sundowns | Addis Ababa Stadium, Addis Ababa, Etiopía |                               |
|                    |              | Reporte   | Laffor 86'        | Árbitro(s): Mehdi Abid Charef             | Árbitro(s): Mehdi Abid Charef |

| 1 de julio de 2017 | Vita Club        | 2:2 (2:1) | Espérance de Tunis | Stade des Martyrs, Kinshasa, RD Congo |                                |
|                    | Etekiama 23' 30' | Reporte   | Khenissi 10' 59'   | Árbitro(s): Eric Otogo-Castane        | Árbitro(s): Eric Otogo-Castane |

| 9 de julio de 2017 | Mamelodi Sundowns | 1:1 (1:0) | Vita Club  | Lucas Masterpieces Moripe Stadium, Pretoria, Sudáfrica |                                   |
|                    | Nthethe 35'       | Reporte   | Atouba 73' | Árbitro(s): Noureddine El Jaafari                      | Árbitro(s): Noureddine El Jaafari |

| 9 de julio de 2017 | Espérance de Tunis                                   | 4:0 (2:0) | Saint George | Stade Olympique de Radès, Radès, Túnez |                           |
|                    | Chemmam 29' · Mejri 33' · Jouini 82' · Machani 90+2' | Reporte   |              | Árbitro(s): Janny Sikazwe              | Árbitro(s): Janny Sikazwe |

### Grupo D
| Pos. | Equipo           | Pts. | PJ | G | E | P | GF | GC | Dif. | Clasificación    |
| ---- | ---------------- | ---- | -- | - | - | - | -- | -- | ---- | ---------------- |
| 1    | Wydad Casablanca | 12   | 6  | 4 | 0 | 2 | 7  | 3  | +4   | Cuartos de final |
| 2    | Al-Ahly          | 11   | 6  | 3 | 2 | 1 | 7  | 3  | +4   | Cuartos de final |
| 3    | Zanaco (E)       | 11   | 6  | 3 | 2 | 1 | 4  | 2  | +2   |                  |
| 4    | Coton Sport (E)  | 0    | 6  | 0 | 0 | 6 | 2  | 12 | −10  |                  |

 Fuente: CAF
Criterios de clasificación: 
Notas:
1. 1 2  Enfrentamiento Directo: Al-Ahly 0–0 Zanaco, Zanaco 0–0 Al-Ahly (Empate total, posiciones finales definidas por diferencia de goles).

| 12 de mayo de 2017 | Wydad Casablanca         | 2:0 (1:0) | Coton Sport | Stade Mohamed V, Casablanca, Marruecos |                                        |
|                    | Jebor 38' · Attouchi 63' | Reporte   |             | Árbitro(s): Hélder Martins de Carvalho | Árbitro(s): Hélder Martins de Carvalho |

| 13 de mayo de 2017 | Al-Ahly | 0:0     | Zanaco | Borg El Arab Stadium, Alejandría, Egipto |                            |
|                    |         | Reporte |        | Árbitro(s): Bakary Gassama               | Árbitro(s): Bakary Gassama |

| 23 de mayo de 2017 | Coton Sport | 0:2 (0:2) | Al-Ahly                 | Roumdé Adjia Stadium, Garoua, Camerún |                          |
|                    |             | Reporte   | Ajayi 12' · Zakaria 14' | Árbitro(s): Victor Gomes              | Árbitro(s): Victor Gomes |

| 24 de mayo de 2017 | Zanaco    | 1:0 (1:0) | Wydad Casablanca | National Heroes Stadium,, Lusaka, Zambia |                              |
|                    | Mbewe 13' |           |                  | Árbitro(s): Louis Hakizimana             | Árbitro(s): Louis Hakizimana |

| 3 de junio de 2017 | Zanaco                  | 2:1 (1:1) | Coton Sport     | National Heroes Stadium, Lusaka, Zambia |                            |
|                    | Sakala 9' · Kitumbo 85' | Reporte   | Souleymanou 25' | Árbitro(s): Abou Coulibaly              | Árbitro(s): Abou Coulibaly |

| 4 de junio de 2017 | Al-Ahly                 | 2:0 (1:0) | Wydad Casablanca | Borg El Arab Stadium, Alejandría, Egipto                     |                                                              |
|                    | Zakaria 24' · Ajayi 79' | Reporte   |                  | Asistencia: 10 000 espectadores Árbitro(s): Youssef Essrayri | Asistencia: 10 000 espectadores Árbitro(s): Youssef Essrayri |

| 20 de junio de 2017 | Wydad Casablanca          | 2:0 (0:0) | Al-Ahly | Stade Mohamed V, Casablanca, Marruecos |                               |
|                     | Ondama 47' · El Karti 77' | Reporte   |         | Árbitro(s): Mehdi Abid Charef          | Árbitro(s): Mehdi Abid Charef |

| 21 de junio de 2017 | Coton Sport | 0:1 (0:0) | Zanaco       | Roumdé Adjia Stadium, Garoua, Camerún |                                |
|                     |             | Reporte   | Sakala 90+1' | Árbitro(s): Eric Otogo-Castane        | Árbitro(s): Eric Otogo-Castane |

| 1 de julio de 2017 | Zanaco | 0:0     | Al-Ahly | National Heroes Stadium, Lusaka, Zambia |                            |
|                    |        | Reporte |         | Árbitro(s): Ali Lemghaifry              | Árbitro(s): Ali Lemghaifry |

| 1 de julio de 2017 | Coton Sport | 0:2 (0:1) | Wydad Casablanca          | Roumdé Adjia Stadium, Garoua, Camerún |                           |
|                    |             | Reporte   | Bencharki 43' · Aarab 71' | Árbitro(s): Davies Omweno             | Árbitro(s): Davies Omweno |

| 8 de julio de 2017 | Al-Ahly                  | 3:1 (2:0) | Coton Sport      | Borg El Arab Stadium,, Alejandría, Egipto                  |                                                            |
|                    | Gamal 14' 53' · Said 33' | Reporte   | Fathy 12' (a.g.) | Asistencia: 25,000 espectadores Árbitro(s): Ferdinand Udoh | Asistencia: 25,000 espectadores Árbitro(s): Ferdinand Udoh |

| 8 de julio de 2017 | Wydad Casablanca | 1:0 (0:0) | Zanaco | Stade Mohamed V, Casablanca, Marruecos |                            |
|                    | Bencharki 67'    | Reporte   |        | Árbitro(s): Bakary Gassama             | Árbitro(s): Bakary Gassama |

## Fase final
En la etapa de cuartos de final, los ocho equipos juegan un torneo de eliminación. Los emparejamientos se juegan en casa y de visita. Si la puntuación total es igual después del segundo partido, se aplica la Regla del gol de visitante, y si todavía se mantiene la igualdad, se van directo a los tiros desde el punto penal que se utilizan para determinar el ganador. No hay tiempo extra.

### Cuadro de desarrollo
|  | Cuartos de final                        | Cuartos de final                        | Cuartos de final                        |   |                  | Semifinales     | Semifinales     | Semifinales     |  |  | Final                        | Final                        | Final                        |
|  | 16-17 de septiembre 23-24 de septiembre | 16-17 de septiembre 23-24 de septiembre | 16-17 de septiembre 23-24 de septiembre |   |                  | 1-22 de octubre | 1-22 de octubre | 1-22 de octubre |  |  | 28 de octubre-4 de noviembre | 28 de octubre-4 de noviembre | 28 de octubre-4 de noviembre |
|  |                                         |                                         |                                         |   |                  |                 |                 |                 |  |  |                              |                              |                              |
|  | Wydad Casablanca (p)                    | 0                                       | 1 (3)                                   |   |                  |                 |                 |                 |  |  |                              |                              |                              |
|  | Mamelodi Sundowns                       | 1                                       | 0 (2)                                   |   |                  |                 |                 |                 |  |  |                              |                              |                              |
|  | Mamelodi Sundowns                       | 1                                       | 0 (2)                                   |   | Wydad Casablanca | 0               | 3               |                 |  |  |                              |                              |                              |
|  |                                         |                                         |                                         |   | Wydad Casablanca | 0               | 3               |                 |  |  |                              |                              |                              |
|  |                                         | USM Alger                               | 0                                       | 1 |                  |                 |                 |                 |  |  |                              |                              |                              |
|  | USM Alger (v)                           | USM Alger                               | 0                                       | 1 | 1                | 0               |                 |                 |  |  |                              |                              |                              |
|  | USM Alger (v)                           |                                         |                                         |   | 1                | 0               |                 |                 |  |  |                              |                              |                              |
|  | Ferroviário da Beira                    | 1                                       | 0                                       |   |                  |                 |                 |                 |  |  |                              |                              |                              |
|  |                                         |                                         |                                         |   |                  |                 |                 |                 |  |  | Wydad Casablanca             | 1                            | 1                            |
|  |                                         |                                         | Al-Ahly                                 | 1 | 0                |                 |                 |                 |  |  |                              |                              |                              |
|  | Espérance de Tunis                      | 2                                       | 1                                       |   |                  |                 |                 |                 |  |  |                              |                              |                              |
|  | Al-Ahly                                 | 2                                       | 2                                       |   |                  |                 |                 |                 |  |  |                              |                              |                              |
|  | Al-Ahly                                 | 2                                       | 2                                       |   | Al-Ahly          | 1               | 6               |                 |  |  |                              |                              |                              |
|  |                                         |                                         |                                         |   | Al-Ahly          | 1               | 6               |                 |  |  |                              |                              |                              |
|  |                                         | Étoile du Sahel                         | 2                                       | 2 |                  |                 |                 |                 |  |  |                              |                              |                              |
|  | Étoile du Sahel                         | Étoile du Sahel                         | 2                                       | 2 | 0                | 2               |                 |                 |  |  |                              |                              |                              |
|  | Étoile du Sahel                         |                                         |                                         |   | 0                | 2               |                 |                 |  |  |                              |                              |                              |
|  | Al-Ahly Trípoli                         | 0                                       | 0                                       |   |                  |                 |                 |                 |  |  |                              |                              |                              |

### Cuartos de final
En los cuartos de final, los ganadores de cada grupo juegan contra los segundos de otro grupo, con el ganador de grupo cerrando la llave.
Al-Ahly Trípoli - Étoile du Sahel
| 17 de septiembre de 2017, 20:00 (UTC+2) | Al-Ahly Trípoli | 0:0     | Étoile du Sahel | Estadio Borg El Arab, Alejandría, Egipto                   |                                                            |
|                                         |                 | Reporte |                 | Asistencia: 550 espectadores Árbitro(s): Mehdi Abid Charef | Asistencia: 550 espectadores Árbitro(s): Mehdi Abid Charef |

| 24 de septiembre de 2017, 18:30 (UTC+1) | Étoile du Sahel | 2:0 (1:0) | Al-Ahly Trípoli | Estadio Olímpico, Sousse                                  |                                                           |
|                                         | Marey 14' 46'   | Reporte   |                 | Asistencia: 20 000 espectadores Árbitro(s): Janny Sikazwe | Asistencia: 20 000 espectadores Árbitro(s): Janny Sikazwe |

Al-Ahly - Espérance de Tunis
| 16 de septiembre de 2017, 19:00 (UTC+2) | Al-Ahly              | 2:2 (1:1) | Espérance de Tunis          | Estadio Borg El Arab, Alejandría                            |                                                             |
|                                         | Said 11' · Azaro 67' | Reporte   | Khenissi 21' · Chaalali 48' | Asistencia: 25 000 espectadores Árbitro(s): Malang Diedhiou | Asistencia: 25 000 espectadores Árbitro(s): Malang Diedhiou |

| 23 de septiembre de 2017, 19:00 (UTC+1) | Espérance de Tunis | 1:2 (1:0) | Al-Ahly                 | Estadio Olímpico, Radès                                 |                                                         |
|                                         | Khenissi 40'       | Reporte   | Maâloul 50' · Ajayi 62' | Asistencia: 40 000 espectadores Árbitro(s): Sidi Alioum | Asistencia: 40 000 espectadores Árbitro(s): Sidi Alioum |

Ferroviário da Beira - USM Alger
| 16 de septiembre de 2017, 15:00 (UTC+2) | Ferroviário da Beira | 1:1 (0:0) | USM Alger    | Estádio do Ferroviário, Beira                                  |                                                                |
|                                         | Kanda 89'            | Reporte   | Darfalou 62' | Asistencia: 6 000 espectadores Árbitro(s): Hamada Nampiandraza | Asistencia: 6 000 espectadores Árbitro(s): Hamada Nampiandraza |

| 23 de septiembre de 2017, 18:30 (UTC+1) | USM Alger | 0:0     | Ferroviário da Beira | Estadio 5 de julio de 1962, Argel                          |                                                            |
|                                         |           | Reporte |                      | Asistencia: 35 000 espectadores Árbitro(s): Bakary Gassama | Asistencia: 35 000 espectadores Árbitro(s): Bakary Gassama |

Mamelodi Sundowns - Wydad Casablanca
| 17 de septiembre de 2017, 15:00 (UTC+2) | Mamelodi Sundowns | 1:0 (0:0) | Wydad Casablanca | Estadio Lucas Moripe, Pretoria                                    |                                                                   |
|                                         | Zakri 71'         | Reporte   |                  | Asistencia: 27 000 espectadores Árbitro(s): Bamlak Tessema Weyesa | Asistencia: 27 000 espectadores Árbitro(s): Bamlak Tessema Weyesa |

| 23 de septiembre de 2017, 21:00 (UTC+1) | Wydad Casablanca                         | 1:0 (1:0) (3:2 p.)         | Mamelodi Sundowns                        | Estadio Moulay Abdellah, Rabat                             |                                                            |
|                                         | Saidi 26'                                | Reporte                    |                                          | Asistencia: 45 000 espectadores Árbitro(s): Ali Lemghaifry | Asistencia: 45 000 espectadores Árbitro(s): Ali Lemghaifry |
|                                         |                                          | Tiros desde el punto penal |                                          |                                                            |                                                            |
|                                         | Atouchi · Khadrouf · Bencharki · Ounajem |                            | Lebese · Tau · Madisha · Zakri · Bangaly |                                                            |                                                            |

### Semifinales
Étoile du Sahel - Al-Ahly
| 1 de octubre de 2017, 18:30 (UTC+1) | Étoile du Sahel           | 2:1 (1:0) | Al-Ahly   | Estadio Olímpico, Sousse                                       |                                                                |
|                                     | Brigui 16' · Ben Amor 73' | Reporte   | Gomaa 66' | Asistencia: 22 000 espectadores Árbitro(s): Eric Otogo-Castane | Asistencia: 22 000 espectadores Árbitro(s): Eric Otogo-Castane |

| 22 de octubre de 2017, 19:00 (UTC+2) | Al-Ahly                                                         | 6:2 (3:0) | Étoile du Sahel         | Estadio Borg El Arab, Alejandría                         |                                                          |
|                                      | Maâloul 2' · Azaro 23' 39' 48' · Nagguez 58' (a.g.) · Rabia 63' | Reporte   | Bedoui 51' · Msakni 90' | Asistencia: 50 000 espectadores Árbitro(s): Victor Gomes | Asistencia: 50 000 espectadores Árbitro(s): Victor Gomes |

USM Alger - Wydad Casablanca
| 29 de septiembre de 2017, 18:00 (UTC+1) | USM Alger | 0:0     | Wydad Casablanca | Estadio 5 de julio de 1962, Argel                        |                                                          |
|                                         |           | Reporte |                  | Asistencia: 62 000 espectadores Árbitro(s): Néant Alioum | Asistencia: 62 000 espectadores Árbitro(s): Néant Alioum |

| 21 de octubre de 2017, 20:00 (UTC+1) | Wydad Casablanca                   | 3:1 (1:0) | USM Alger      | Estadio Mohammed V, Casablanca                              |                                                             |
|                                      | El Karti 26' · Bencharki 54' 90+3' | Reporte   | Abdellaoui 67' | Asistencia: 60 000 espectadores Árbitro(s): Malang Diedhiou | Asistencia: 60 000 espectadores Árbitro(s): Malang Diedhiou |

### Final
Al-Ahly - Wydad Casablanca
| 28 de octubre de 2017 | Al-Ahly           | 1:1 (1:1) | Wydad Casablanca     | Estadio Borg El Arab, Alejandría                                  |                                                                   |
|                       | Moamen Zakaria 3' | Reporte   | Achraf Bencharki 38' | Asistencia: 60 000 espectadores Árbitro(s): Bamlak Tessema Weyesa | Asistencia: 60 000 espectadores Árbitro(s): Bamlak Tessema Weyesa |

| 4 de noviembre de 2017 | Wydad Casablanca   | 1:0 (0:0) | Al-Ahly | Estadio Mohammed V, Casablanca |                            |
|                        | Walid El Karti 70' | Reporte   |         | Árbitro(s): Bakary Gassama     | Árbitro(s): Bakary Gassama |

Ida
| 1          | POR        | Sherif Ekramy   |     |
| 20         | DEF        | Saad Samir      |     |
| 24         | DEF        | Ahmed Fathy     |     |
| 23         | DEF        | Mohamed Nagieb  |     |
| 3          | DEF        | Ramy Rabia      | 78' |
| 8          | MED        | Moamen Zakaria  |     |
| 17         | MED        | Amr Elsolia     |     |
| 19         | MED        | Abdallah Said   |     |
| 21         | MED        | Ali Maâloul     |     |
| 28         | DEL        | Junior Ajayi    | 63' |
| 12         | DEL        | Walid Azaro     |     |
| Entrenador | Entrenador | Hossam El-Badry |     |

| 22         | POR        | Zouheir Laâroubi  |     |
| 25         | DEF        | Mohamed Ouattara  |     |
| 8          | DEF        | Badr Gaddarine    |     |
| 28         | DEF        | Abdelatif Noussir |     |
| 13         | DEF        | Youssef Rabeh     |     |
| 4          | MED        | Salaheddine Saidi |     |
| 18         | MED        | Walid El Karti    |     |
| 6          | MED        | Brahim Nekkach    |     |
| 7          | DEL        | Mohamed Ounajem   | 27' |
| 11         | DEL        | Ismail Haddad     | 83' |
| 17         | DEL        | Achraf Bencharki  |     |
| Entrenador | Entrenador | Houssine Amouta   |     |

| 11 | MED | Walid Soliman | 63' | 86' |
| 16 | MED | Ahmed Hamoudi | 78' |     |
| 10 | DEL | Emad Moteab   | 86' |     |

| 26 | MED | Abdeladim Khadrouf     | 27' |
| 10 | DEL | Guillaume Nicaise Daho | 83' |

| Anotado | 3' | Moamen Zakaria | 1–0 |

| Anotado | 38' | Achraf Bencharki | 1–1 |

| Amonestado | 63'   | Salaheddine Saidi |
| Amonestado | 72'   | Brahim Nekkach    |
| Amonestado | 90'+2 | Zouheir Laâroubi  |

| Expulsado | - |

| Expulsado | - |

| Árbitro             | Bamlak Tessema Weyesa |
| Árbitros asistentes | Olivier Safari Kabene |
| Árbitros asistentes | Waleed Ahmed Ali      |
| Cuarto árbitro      | Sidi Alioum           |

| 1          | POR        | Sherif Ekramy   |     |
| 20         | DEF        | Saad Samir      |     |
| 24         | DEF        | Ahmed Fathy     |     |
| 23         | DEF        | Mohamed Nagieb  |     |
| 3          | DEF        | Ramy Rabia      | 78' |
| 8          | MED        | Moamen Zakaria  |     |
| 17         | MED        | Amr Elsolia     |     |
| 19         | MED        | Abdallah Said   |     |
| 21         | MED        | Ali Maâloul     |     |
| 28         | DEL        | Junior Ajayi    | 63' |
| 12         | DEL        | Walid Azaro     |     |
| Entrenador | Entrenador | Hossam El-Badry |     |

| 22         | POR        | Zouheir Laâroubi  |     |
| 25         | DEF        | Mohamed Ouattara  |     |
| 8          | DEF        | Badr Gaddarine    |     |
| 28         | DEF        | Abdelatif Noussir |     |
| 13         | DEF        | Youssef Rabeh     |     |
| 4          | MED        | Salaheddine Saidi |     |
| 18         | MED        | Walid El Karti    |     |
| 6          | MED        | Brahim Nekkach    |     |
| 7          | DEL        | Mohamed Ounajem   | 27' |
| 11         | DEL        | Ismail Haddad     | 83' |
| 17         | DEL        | Achraf Bencharki  |     |
| Entrenador | Entrenador | Houssine Amouta   |     |

| 11 | MED | Walid Soliman | 63' | 86' |
| 16 | MED | Ahmed Hamoudi | 78' |     |
| 10 | DEL | Emad Moteab   | 86' |     |

| 26 | MED | Abdeladim Khadrouf     | 27' |
| 10 | DEL | Guillaume Nicaise Daho | 83' |

| Anotado | 3' | Moamen Zakaria | 1–0 |

| Anotado | 38' | Achraf Bencharki | 1–1 |

| Amonestado | 63'   | Salaheddine Saidi |
| Amonestado | 72'   | Brahim Nekkach    |
| Amonestado | 90'+2 | Zouheir Laâroubi  |

| Expulsado | - |

| Expulsado | - |

| Árbitro             | Bamlak Tessema Weyesa |
| Árbitros asistentes | Olivier Safari Kabene |
| Árbitros asistentes | Waleed Ahmed Ali      |
| Cuarto árbitro      | Sidi Alioum           |

Vuelta
| 22         | POR        | Zouheir Laâroubi   |       |
| 28         | DEF        | Abdelatif Noussir  |       |
| 13         | DEF        | Youssef Rabeh      |       |
| 5          | DEF        | Amine Atouchi      |       |
| 8          | DEF        | Badr Gaddarine     |       |
| 6          | MED        | Brahim Nekkach     |       |
| 4          | MED        | Salaheddine Saidi  |       |
| 18         | MED        | Walid El Karti     |       |
| 26         | MED        | Abdeladim Khadrouf | 86'   |
| 11         | DEL        | Ismail Haddad      | 90+3' |
| 17         | DEL        | Achraf Bencharki   |       |
| Entrenador | Entrenador | Houssine Amouta    |       |

| 1          | POR        | Sherif Ekramy    |     |
| 30         | DEF        | Mohamed Hany     |     |
| 3          | DEF        | Ramy Rabia       |     |
| 20         | DEF        | Saad Samir       |     |
| 7          | DEF        | Hussein El Sayed | 77' |
| 17         | MED        | Amr Elsolia      |     |
| 24         | MED        | Ahmed Fathy      | 72' |
| 8          | MED        | Moamen Zakaria   |     |
| 19         | MED        | Abdallah Said    |     |
| 28         | MED        | Junior Ajayi     |     |
| 12         | DEL        | Walid Azaro      | 60' |
| Entrenador | Entrenador | Hossam El-Badry  |     |

| 27 | DEF | Zakaria El Hachimi | 86'   |
| 25 | DEF | Mohamed Ouattara   | 90+3' |

| 16 | MED | Ahmed Hamoudi | 60' |
| 10 | DEL | Emad Moteab   | 72' |
| 11 | MED | Walid Soliman | 77' |

| Anotado | 70' | Walid El Karti | 1–0 |

| Amonestado | 40'   | Youssef Rabeh      |
| Amonestado | 83'   | Abdeladim Khadrouf |
| Amonestado | 90'+3 | Zouheir Laâroubi   |

| Amonestado | 22' | Junior Ajayi   |
| Amonestado | 39' | Ahmed Fathy    |
| Amonestado | 67' | Moamen Zakaria |
| Amonestado | 77' | Amr Elsolia    |
| Amonestado | 85' | Ahmed Hamoudi  |

| Expulsado | - |

| Expulsado | - |

| Árbitro             | Bakary Gassama          |
| Árbitros asistentes | Jean Claude Birumushahu |
| Árbitros asistentes | Marwa Range             |
| Cuarto árbitro      | Janny Sikazwe           |

| 22         | POR        | Zouheir Laâroubi   |       |
| 28         | DEF        | Abdelatif Noussir  |       |
| 13         | DEF        | Youssef Rabeh      |       |
| 5          | DEF        | Amine Atouchi      |       |
| 8          | DEF        | Badr Gaddarine     |       |
| 6          | MED        | Brahim Nekkach     |       |
| 4          | MED        | Salaheddine Saidi  |       |
| 18         | MED        | Walid El Karti     |       |
| 26         | MED        | Abdeladim Khadrouf | 86'   |
| 11         | DEL        | Ismail Haddad      | 90+3' |
| 17         | DEL        | Achraf Bencharki   |       |
| Entrenador | Entrenador | Houssine Amouta    |       |

| 1          | POR        | Sherif Ekramy    |     |
| 30         | DEF        | Mohamed Hany     |     |
| 3          | DEF        | Ramy Rabia       |     |
| 20         | DEF        | Saad Samir       |     |
| 7          | DEF        | Hussein El Sayed | 77' |
| 17         | MED        | Amr Elsolia      |     |
| 24         | MED        | Ahmed Fathy      | 72' |
| 8          | MED        | Moamen Zakaria   |     |
| 19         | MED        | Abdallah Said    |     |
| 28         | MED        | Junior Ajayi     |     |
| 12         | DEL        | Walid Azaro      | 60' |
| Entrenador | Entrenador | Hossam El-Badry  |     |

| 27 | DEF | Zakaria El Hachimi | 86'   |
| 25 | DEF | Mohamed Ouattara   | 90+3' |

| 16 | MED | Ahmed Hamoudi | 60' |
| 10 | DEL | Emad Moteab   | 72' |
| 11 | MED | Walid Soliman | 77' |

| Anotado | 70' | Walid El Karti | 1–0 |

| Amonestado | 40'   | Youssef Rabeh      |
| Amonestado | 83'   | Abdeladim Khadrouf |
| Amonestado | 90'+3 | Zouheir Laâroubi   |

| Amonestado | 22' | Junior Ajayi   |
| Amonestado | 39' | Ahmed Fathy    |
| Amonestado | 67' | Moamen Zakaria |
| Amonestado | 77' | Amr Elsolia    |
| Amonestado | 85' | Ahmed Hamoudi  |

| Expulsado | - |

| Expulsado | - |

| Árbitro             | Bakary Gassama          |
| Árbitros asistentes | Jean Claude Birumushahu |
| Árbitros asistentes | Marwa Range             |
| Cuarto árbitro      | Janny Sikazwe           |

|                      |
| Bandera de Marruecos |
| Campeón              |
| Wydad Casablanca     |
| 2° título            |

## Máximos goleadores
| Jugador             | Club               |   |
| ------------------- | ------------------ | - |
| Taha Khenissi       | Espérance de Tunis | 7 |
| Muaid Ellafi        | Al-Ahly Tripoli    | 6 |
| Bakri Al-Madina     | Al-Merreikh        | 6 |
| Saladin Said        | Saint-George       | 6 |
| Tady Etekiama       | Vita Club          | 6 |
| Achraf Bencharki    | Wydad Casablanca   | 5 |
| Oussama Darfalou    | USM Alger          | 5 |
| Anis Saltou         | Al-Ahly Tripoli    | 5 |
| Walid Azaro         | Al-Ahly            | 4 |
| Diogo Acosta        | Étoile du Sahel    | 4 |
| Ronald Chitiyo      | CAPS United        | 4 |
| Geoffrey Sserunkuma | Kampala City       | 4 |